# Sainte-Gemme-en-Sancerrois
 Sainte-Gemme-en-Sancerrois  es una población y comuna francesa, situada en la región de  Centro, departamento de Cher, en el distrito de Bourges y cantón de Léré.

## Demografía
| 423 | 401 | 337 | 361 | 400 | 416 |
| Para los censos de 1962 a 1999 la población legal corresponde a la población sin duplicidades (Fuente: INSEE [Consultar]) |     |     |     |     |     |